# Club des Trente (Bretagne)
Pour les articles homonymes, voir Club des Trente.
Le club des Trente (Bretagne) est un club de réflexion et d'action au service de la Bretagne et des Pays de la Loire qui regroupe une quarantaine de grands patrons. 
Né en 1973, à l'initiative d'Yves Rocher (entre autres), sur le modèle du Comité d'étude et de liaison des intérêts bretons, il tient deux ou trois réunions plénières par an plus des réunions en comité restreint.
En 2009, Claude Guillemot (Ubisoft) succède à Jacques Verlingue (assureur) à la présidence du Club des Trente. Depuis avril 2016, la présidence était assurée par Bruno Hug de Larauze. Depuis décembre 2022, c'est Jean-Eides Tesson qui préside l'association.
Le fonctionnement de ce club longtemps sans structure juridique et dont les membres parlent peu de leur activité en son sein reste mal connu. Il exerce cependant du lobbying pour le prolongement de la ligne du TGV Atlantique jusqu'à Rennes, pour l'aéroport de Notre-Dame-des-Landes et pour le lancement de Passeport Bretagne aidant les jeunes entrepreneurs bretons. 
L'origine du nom est dû à Jean-Pierre Le Roch en référence au combat des Trente, duel qui se déroula à côté de Ploermel le 27 mars 1351 pendant la guerre de Succession de Bretagne, opposant les clans de Jean de Montfort et de Charles de Blois.